# Edith Tolkien
Edith Tolkien (født 21. januar 1889, død 29. november 1971; født Bratt) var J.R.R. Tolkiens kone. Edith er desuden inspiration til karakteren Lúthien der optræder i The song of Lúthien og Arwen.